# 基輔戰役 (1919年12月)
基辅战役（1919年12月）是当年在基辅的第三次战斗。
基辅行动（1919 年 12 月 10 日至 16 日）是谢尔盖·梅热尼诺夫( Sergei Mezheninov)指挥下的第 12 集团军对阿布拉姆·德拉戈米洛夫 ( Abram Dragomirov)指挥下的约 9,000 名白卫兵部队的进攻行动。
第12集团军第58步兵师从西边向基辅推进，第44步兵师从东边推进。12月10日，第12集团军第44步兵师撤退到第聂伯河。
12 月 15 日至 16 日晚，在当地渔民PK Alekseenko（Alekseyev）的协助下，伊万·纳乌莫维奇·杜博沃伊指挥下的第 44 步兵师 迫使刚刚开始结冰的第聂伯河。12 月 16 日清晨，红军出乎意料地从后方袭击了白军的阵地并占领了桥梁。经过十二个小时的战斗，白军撤退了。同一天，伊万·费德科指挥的第58步兵师进入了这座城市。